# تاريخ ماكنتوش
يشير ماكنتوش إلى عائلة من أجهزة الكمبيوتر الشخصية التي أنتجتها شركة أبل بين عامي 1984 و1997. أصبحت أناقة تصميم ماكنتوش وابتكاراته التكنولوجية وتجربته الممتعة جزءًا لا يتجزأ من أن تصبح أبل واحدة من أكثر العلامات التجارية قيمة في العالم.
كان حاسوب ماكنتوش الأصلي أول كمبيوتر مكتبي شخصي متعدد الإمكانات وناجحًا في السوق مع واجهة مستخدم رسومية وشاشة مدمجة وماوس. باعته شركة أبل جنبًا إلى جنب مع سلسلة أبل الثانية الشهيرة حتى تُوقف إنتاجها في التسعينيات. كانت نماذج ماكنتوش المبكرة باهظة الثمن نسبيًا، أعاقت القدرة التنافسية في سوق يهيمن عليها المنافسون الأرخص أو الأكثر توافقًا على نطاق واسع مثل: كومودور 64 أو آي بي إم بي سي «المؤسسة الدولية للحاسبات الآلية» واستنساخها. كانت أجهزة ماكنتوش ناجحة في التعليم والنشر المكتبي، مما جعل أبل ثاني أكبر مصنع لأجهزة الكمبيوتر في الثمانينات.
كان نظام تشغيل ماكنتوش يدعى «نظام ماكنتوش»، ثم «ماك أو إس». أحد الأسباب الرئيسية التي تدفع الناس إلى شراء ماكنتوش هي امتلاكه مجموعة واسعة من الرسومات وتحرير الفيديو وبرامج النشر المكتبي.
ساهمت المنافسة من أجهزة الكمبيوتر الشخصية الأرخص في تراجع نظام الماكنتوش. في عام 1999، قامت شركة أبل بتبسيط تشكيلة منتجاتها إلى أربعة منتجات: أيماك جي 3 وبور ماك جي 3 وباوربوك جي 3 وآيبوك، ومع إصدار بور ماك جي 3 «الأزرق والأبيض»، توقفت شركة أبل عن استخدام اسم ماكنتوش للإشارة إلى تشكيلة أجهزة الكمبيوتر الخاصة بها، وحل محلها ماك.

## التسمية
بدأ مشروع ماكنتوش في عام 1979 عندما تصور جف راسكين، أحد موظفي شركة أبل، أن جهاز الكمبيوتر سهل الاستخدام ومنخفض التكلفة للمستهلك العادي. لقد أراد تسمية الكمبيوتر على نوع التفاح المفضل لديه، « McIntosh» ولكن تغيرت التهجئة إلى «Macintosh» لأسباب قانونية إذ كان الأصل هو التهجئة نفسها المستخدمة لمختبر ماكنتوش «شركة مصنعة لأجهزة الصوت». طلب ستيف جوبز من مختبر ماكنتوش إعطاء أبل إصدارًا للاسم الهجائي الجديد، مما يسمح لشركة أبل باستخدامه. لكن رُفض الطلب. مما أجبر شركة أبل على شراء حقوق استخدام هذا الاسم في نهاية المطاف؛ اشترت أبل لاحقًا العلامة التجارية مباشرة. اقترحت مقالة في مجلة بايت في عام 1984 -أن شركة أبل غيرت التهجئة بعد أن أخطأ المستخدمون الأوائل في كتابة كلمة «McIntosh»-. ومع ذلك، تبنى راسكين تهجئة "Macintosh" بحلول عام 1981، عندما كان حاسوب ماكنتوش لا يزال نموذجًا أوليًا للآلة في المختبر.

## التاريخ

### 1979-1984: تطوير أول ماكنتوش وظهوره لأول مرة
بدأ العمل على جهاز ماكنتوش الأصلي في عام 1979. قاد ستيف وزنياك وجف راسكين مرحلة التصميم والتطوير الأولية لمشروع ماكنتوش حتى عام 1989عندما تعرضت وزنياك لتحطم طائرة مؤلمة واضطرت لترك الشركة مؤقتًا، وعندها تولى ستيف جوبز المسؤولية. كُشف النقاب عن أول ماكنتوش في عام 1984، كان أول كمبيوتر شخصي متعدد الإمكانات في السوق الشامل مع واجهة مستخدم رسومية وشاشة مدمجة وماوس. كان محوريًا في بدء ثورة النشر على سطح المكتب. كان لديه تصميم الكل في واحد، رائدًا في واجهة المستخدم الرسومية جي يو آي «واجهة المستخدم الرسومية»، ووصفته صحيفة نيويورك تايمز بأنه «ثورة». استلهم جوبز الوظائف جزئيًا واجهة المستخدم الرسومية من مؤسسة زيروكس «هي معهد للبحث والتطوير». سُوق جهاز ماكنتوش في سوبر بول الثامن عشر مع إعلان عام 1984 الشهير الذي قدمه ريدلي سكوت. يلمح الإعلان إلى رواية جورج أورويل 1984، ويرمز إلى رغبة شركة آبل في "إنقاذ" البشرية من توافق شركة صناعة الكمبيوتر العملاقة آي بي إم. وعُدَّ الإعلان لاحقًا «حدثًا فاصلًا وتحفة فنية». كان إطلاق الماكنتوش رائدًا في العديد من التكتيكات المختلفة المستخدمة اليوم في إطلاق منتجات التكنولوجيا، بما في ذلك تسويق الأحداث «الحصرية المتعددة» ويعود الفضل في ذلك إلى جون سكولي، الذي جلب المفهوم من شركة بيبسي، وخلق لغزًا حول أحد المنتجات وألقى نظرة من الداخل على عملية ابتكار منتج ما. بعد يومين من بث إعلان عام 1984، طُرح جهاز ماكنتوش للبيع. والذي يأتي مزودًا بتطبيقين مصممين لإظهار واجهته: ماك رايت وماك بينت. على الرغم من أن جهاز ماكنتوش قد حصل على أتباع فوريين ومتحمسين، فقد سخر البعض منه مبينين أنه «كاللعبة». نظرًا إلى أن الجهاز قد صُمم بالكامل حول واجهة المستخدم الرسومية، كان لا بد من إعادة تصميم وضع النص والتطبيقات القائمة على الأوامر وإعادة كتابة كود البرمجة؛ وكانت هذه مهمة صعبة تجنبها العديد من مطوري البرمجيات. وأدت إلى نقص أولي في برمجيات النظام الجديد. في أبريل 1984، انتقلت مايكروسوفت «متعددة الخطط» إلى أكثر من إم إس-دوس «هو نظام تشغيل للحواسيب من إصدار شركة مايكروسوفت، وتلاها مايكروسوفت وورد في يناير 1985. في عام 1985، قدمت لوتس لوتس جاز، بعد نجاح لوتس 1-2-3 لجهاز آي بي إم الشخصي، على الرغم من أنها كانت فاشلة إلى حد كبير. قدمت شركة أبل مكتب ماكنتوش في نفس العام مع إعلان لامينغس، المشهور بإهانة العملاء المحتملين ولهذا لم تكن ناجحة.

### 1985-1990: التنافس مع أجهزة الكمبيوتر
باعت ماكنتوش 50,000 وحدة في 74 يومًا. متجاوزة كل أجهزة الكمبيوتر الأخرى. فقد كانت مقنعة للغاية لدرجة أن أحد التجار وصفها بأنها «أول عنصر دفع بقيمة 2500 دولار». وجدت أنظمة ماكنتوش نجاحًا في التعليم والنشر المكتبي. ومع ذلك، كان لدى ماكنتوش برامج أقل من أجهزة كمبيوتر آي بي إم. فقط نحو عشرة تطبيقات بما في ذلك ماك رايت وماك بينت كانت متاحة على نطاق واسع، على الرغم من أن العديد من مطوري البرامج غير التابعين لشركة أبل شاركوا في المقدمة ووعدت أبل أن 79 شركة بما في ذلك لوتس وديجيتال ريسيرش واشتون تيت كانت تقوم على إنشاء منتجات للحاسوب الجديد. بعد عام واحد، كانت ماكنتوش تمتلك أقل من ربع البرامج التي يمتلكها جهاز الكمبيوتر آي بي إم بعد عام واحد من إصداره -بما في ذلك معالج نصوص واحد وقاعدتي بيانات وجدول بيانات واحد- على الرغم من أن أبل باعت 280,000 ماكنتوش مقارنة مع مبيعات آي بي إم في السنة الأولى التي كانت أقل من 100,000 جهاز كمبيوتر شخصي. أدى تضمين ماك رايت مع ماكنتوش إلى تثبيط المطورين عن إنشاء برامج معالجة كلمات أخرى. على الرغم من حماس مطوري البرامج من ماكنتوش -قال دوج كارلستون: إن مبرمجي برودريوند تقاتلوا على أجهزة ماكنتوش الخاصة بهم بينما ظلت حواسيبهم الشخصية في خزانة ما- وطُلب منهم تعلم كيفية كتابة البرامج التي تستخدم واجهة المستخدم الرسومية، وفي وقت مبكر من تاريخ الكمبيوتر احتاج نظام ليسا 2 أو نظام يونكس لكتابة برنامج ماكنتوش. طورت شركة إنفوكوم ألعاب الطرف الثالث الوحيدة لإطلاق ماك. على الرغم من توحيد معايير باسكال لتطوير البرمجيات، لم تقم شركة آبل بإصدار مترجم باسكال للكود الأصلي. حتى ظهور مترجمي باسكال الخارجيين، كان على المطورين كتابة برامج بلغات أخرى مع الاستمرار في تعلم ما يكفي من باسكال لفهمه.